# جوزف باتلر
جوسیف باتلر (۱۸ مه ۱۶۹۲ – ۱۶ ژوئن ۱۷۵۲) فیلسوف و روحانی انگلیسی بود. او فیلسوفان و متفکرانی همچون دیوید هیوم، توماس رید، آدام اسمیت، هنری سیجویک، جان هنری نیومن، و سی. دی. برود، را تحت‌تأثیر قرار داد و از بزرگترین متفکرین اخلاقیات در انگلستان بوده‌است. او اسقف دورهام و بریستول بود.